# Teodora Giebułtowska

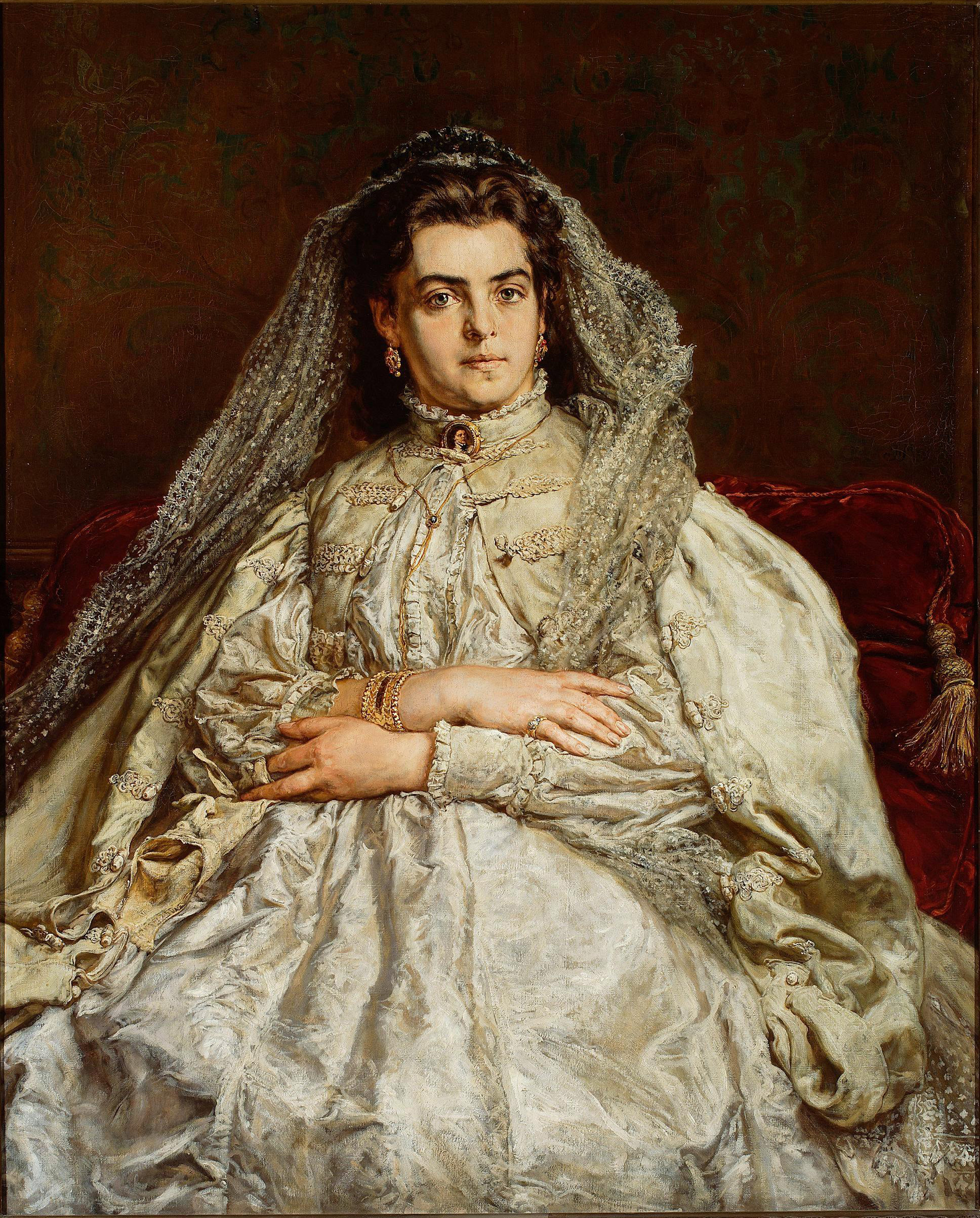

Teodora Matejkowa née Giebułtowska (née en 1846 et morte le 25 août 1896 à Cracovie) est la fille d'Antoni Giebułtowski et Paulina Sikorska, et l'épouse d'un peintre polonais, Jan Matejko.
Elle venait d'une famille, Giebułtowski, amie de la famille de son futur mari. Le 21 novembre 1864, elle épouse le peintre polonais Jan Matejko. Après leur mariage, ils déménagent à Cracovie, où naissent cinq enfants : Tadeusz, Helena, Beata, Jerzy et Regina. Peu de temps après le mariage, Matejkowa souffre de diabète, et dans les dernières années, de maladie mentale. Elle pose souvent pour son mari pour les peintures, principalement en tant que Bona Sforza, ou Barbara Radziwill.

## Sources
- Ciciora–Czwórnóg B., Jan Matejko, Kolekcja Muzeum Narodowego w Krakowie, Olszanica 2005,  (ISBN 83-89747-16-2), ss. 5–8.
- Serafińska S., Jan Matejko. Wspomnienia rodzinne, Wydawnictwo Literackie, Kraków 1958.
- Szypowska M., Jan Matejko wszystkim znany, Zarząd Krajowy Związku Młodzieży Wiejskiej,  (ISBN 83-00-02435-2), Warszawa 1988.